# Bantè
Bantè est une commune du département des Collines, qui se trouve au Bénin.

## Situation géographique

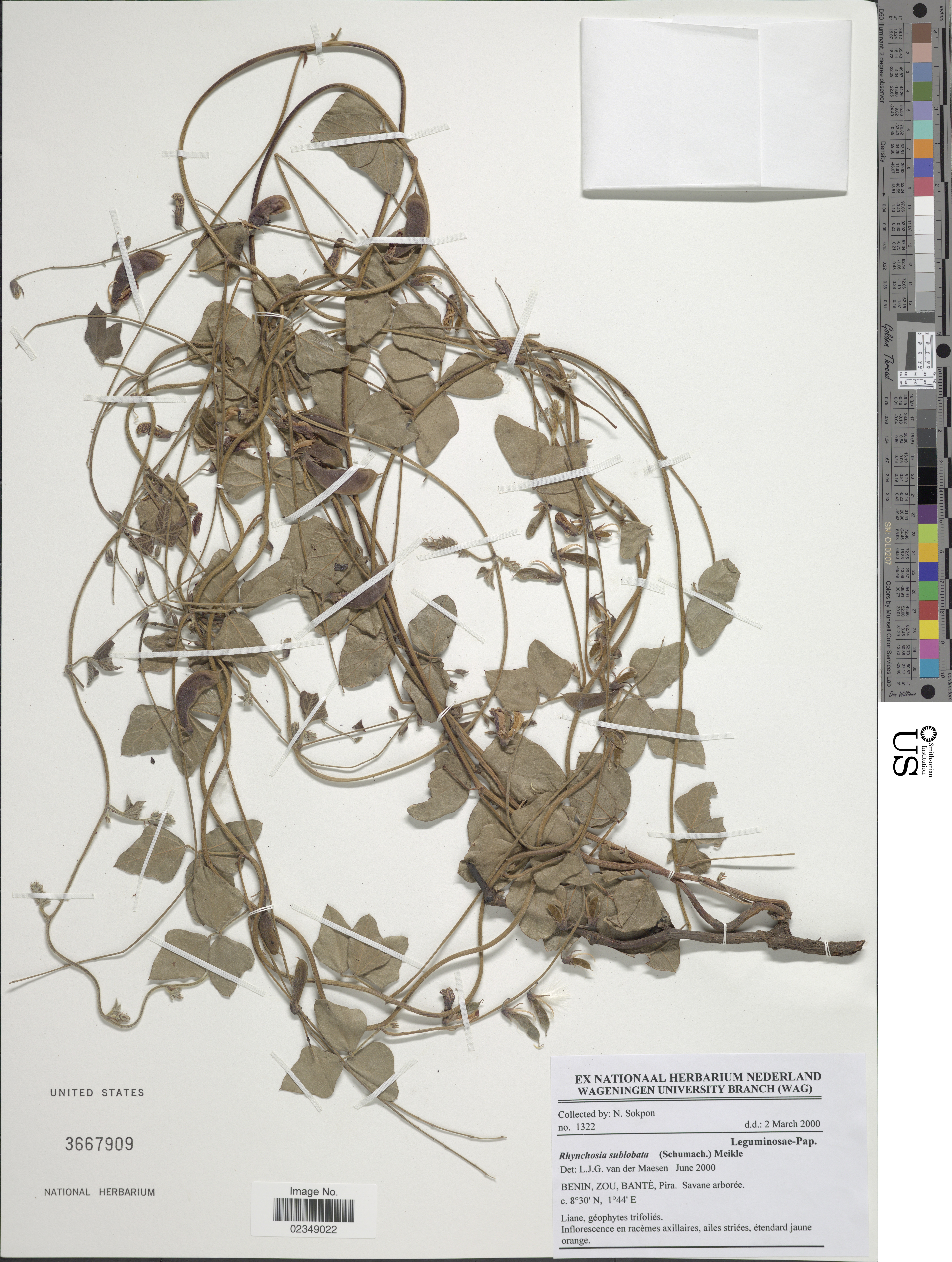
Spécimen de Rhynchosia sublobata, récolté à Pira.

La commune de Bantè est frontalière des communes de Bassila (département de Donga) au Nord, de Glazoué à l'Est, de Savalou au Sud et du Togo à l'Ouest. Elle est subdivisée en 9 arrondissements : Agoua, Akpassi, Atokoligbe, Bobè, Gouka, Koko, Lougba, Pira et Bantè.
La commune est traversée par la route nationale inter-états 3 (RNIE 3).
Bantè appartient aux mondes rural et urbain, mais la majorité de la population est toujours employée à des postes vivriers.

## Climat
Le climat de la commune de Bantè est relativement tempéré.

## Population
La commune de Bantè comptait, en 2006, 95 881 habitants, avec un taux d'accroissement annuel de 5,81 %. Lors du recensement de 2013 (RGPH-4), la commune comptait 107 181 habitants.
Les femmes y sont légèrement plus nombreuses que les hommes : la commune compte 50,8 % de femmes.
La population est relativement jeune puisqu'en 2006 la commune totalisait 56,9 % de personnes de moins de 18 ans.
Bantè est principalement peuplée de Itchas (Yorubas), Ifès, Peuls.
Le maire actuel[Quand ?] est Comlan Fagbemon.

## Santé
Comme dans toutes les zones rurales du Bénin, les villages de la commune de Bantè sont confrontés à des problèmes de mortalité maternelle au cours de l'accouchement et cela est dû à l'absence des maternités dans les villages. Les femmes enceintes sont obligées de parcourir des kilomètres pour se rendre dans les centres de santé qui manquent cruellement de personnels qualifiés et d'infrastructures.

## Vie à Bantè
La commune de Bantè est desservie par le réseau électrique mais les coupures sont quotidiennes.
Le réseau téléphonique mobile est peu stable dans les arrondissements limitrophes de Bantè centre.
La commune de Bantè est actuellement couverte par deux réseaux de communications mobiles qui sont MTN et Moov mais le plus utilisé est MTN car Moov n'arrive qu'à couvrir cinq arrondissements sur les neuf arrondissements que compte Bantè.

### Galerie de photos

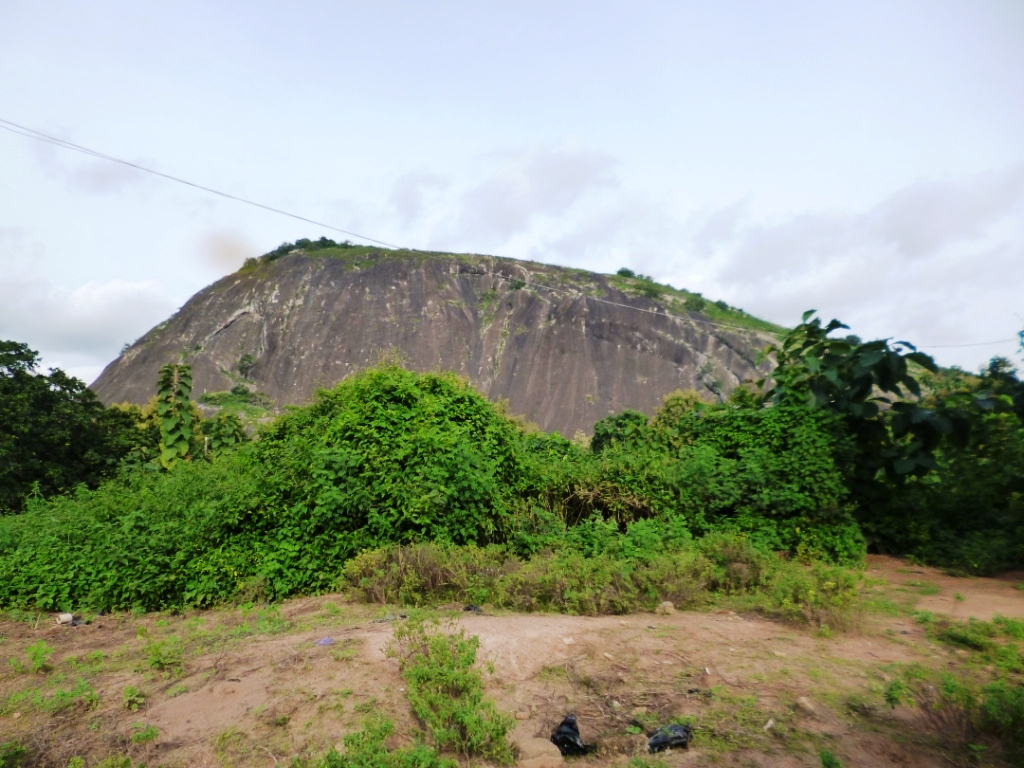
Mont Koubètè de Bantè
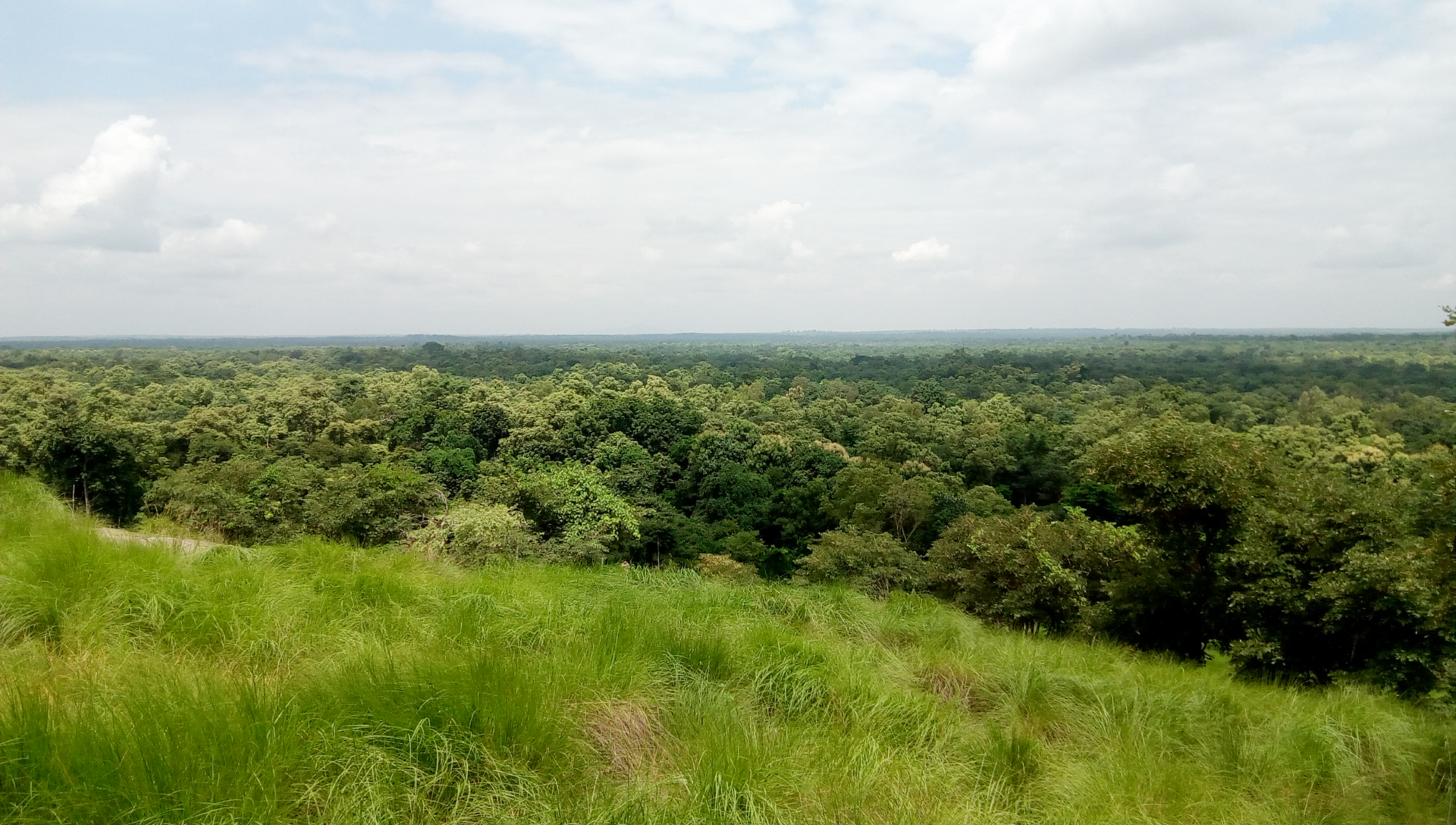
Vue de la nature depuis le haut du mont Tobé